# Залазна (село)
Залазна́ — село в Омутнинском районе Кировской области России.
Село расположено на рекe Залазна в 165 км к востоку от Кирова и в 18 км к востоку от Омутнинска. С северо-запада к селу примыкает посёлок Белорецк.
В селе действуют несколько частных предприятий, осуществляющих лесозаготовку, обработку древесины. Почта, АТС, больница, аптека, лесничество Омутнинского лесхоза, средняя общеобразовательная школа, детский сад, библиотека, клуб и др.

## История
Основано в 1772 году в связи со строительством металлургического (чугунолитейного) завода. Основал его купец из Тулы А. М. Масалов после официального разрешения от государственной Берг-коллегии. В конце XVIII в. завод производил ежегодно в среднем 75 тыс. пудов чугуна и выковывал из части его около 10 тыс. пудов железа. Остальной чугун отправлялся на рынок и на Шурминский завод.
Вырубка близлежащих лесов и истощение близлежащих рудников привели к росту себестоимости продукции завода на 19 % (за 1797—1807) и некоторому сокращению производства. Таким образом, уже в I-ой четверти XIX века Залазнинский завод вступил в борьбу за выживание. Это проявилось в конфликте с Песковским заводом из-за спорных рудников в верховьях р. Лупья (1816 г.). Прошедшее за 3 года до этого межевание земель не сняло остроту конфликта. Тяжба из-за рудников тянулась почти 15 лет и была решена в пользу нового владельца Кирсинского и Песковского заводов инженера-капитана Бабарыкина.
Ещё в 1806 г. умер А. М. Масалов, передав завод сыну Ивану, но в 1816 г. и тот умер, а завод перешёл к трём дочерям Масалова на совладельческих правах. Сын одной из наследниц, а именно Олимпиады Ивановны (тоже Масаловой, так как была замужем за своим однофамильцем), Николай Иванович в 1839 г. купил у тёток принадлежавшую им часть завода. 

Н. И. Масалов основал в 1842 г. Нижне-Залазнинский железоделательный завод. Там же поставил лесопилку и мельницу для размола муки (это место сейчас называется Кестым, он же — починок Гусевский).
В 1856 г. Н. И. Масалов основал в двух верстах от Залазнинского завода на р. Белой ещё одну домну, создав таким образом Белорецкий завод. Однако, после таких затрат у Масалова увеличились казённые и частные долги. Чтобы рассчитаться с кредиторами, в 1862 г. он передал заводы в казённое управление. С этого времени около 14 лет заводы ещё кое-как работали, но в 1875 г. было закрыто железное производство, а в мае 1877 г. были потушены домны.
30 мая 1886 года заводы были проданы Антону Егоровичу Резенкампфу, но в 1887 году их перекупил известный предприниматель из поляков А. Ф. Поклевский-Козелл. Состояние заводов к тому времени было плачевным. «Не только жилых построек, принадлежащих заводу, но даже сараев для хранения чугуна, угля и руды не было никаких; заводские жители были все в разброде и при постройке ж/д, так что в заводе оставались только женщины и дети». Несмотря на это, уже 13 октября 1887 года была пущена домна в Верхне-Залазнинском заводе, а 28 июля 1891 года — в Белорецком. С 15 марта 1892 года на Нижне-Залазнинском заводе заработала мукомольная мельница.
«В 63-х верстах к северо-западу от Глазова находятся, относящиеся к Холуницкому округу, чугуноплавильные заводы. При заводах состоит 35991 десятина земли, из них 29662 десятины леса. Движущую силу заводов составляют 4 вододействующих колеса в 35 сил. Жителей в Верхне-Залазнинском заводе 3576, на Нижне-Залазнинском 318, на Белорецком 67, церковь во имя Спаса Нерукотворного, Волостное правление, школа, приёмный покой, 10 торговых предприятий (в том числе общество потребителей с оборотом 43 тыс. рублей). Есть ярмарка и еженедельные базары (1889 год».
(Семёнов-Тянь-Шаньский «Описание заводов, сделанные экспедицией»)
Залазна имела значимость как населённый пункт и торговый центр Глазовского уезда. Тогда Залазнинская пристань была одной из крупнейших. В 1869 году на ней находились грузы общей стоимостью 578 тыс. рублей. Как важный торговый центр, находящийся на Кайско-Глазовском тракте, Залазна в XIX веке привлекала к себе купцов.
И всё же в конце XIX века Залазнинские заводы по значимости стали уступать Омутнинскому. После смерти А. Ф. Поклевского-Козелл (1890), три его сына — Викентий, Иван и Станислав учредили общий Торговый Дом (5 ноября 1890 г.), сделав главным распорядителем Викентия. Это был своеобразный делёж имущества отца. Холуницкие заводы достались Ивану (пан Ян). По воспоминаниям учёного-металлурга М. А. Павлова, кутила и страстный игрок пан Ян проиграл эти заводы в карты (Залазнинский входил в то время в Холуницкий горнозаводской округ и снабжал Белохолуницкий завод чугуном). Чтобы выправить положение, братья отстранили Яна от управления производством, и, возобновили при помощи значительных расходов остановленное производство. Однако, им пришлось продать часть акций заводчику Жирнову, который, по сути, и стал владельцем Залазнинского завода в начале XX века. По-видимому, Жирнов очень скоро понял, что чугуноплавильное производство приносит одни убытки. Он стал заниматься продажей стройматериалов и леса, заготовляемого на территории Залазнинской дачи. При этом, Залазнинские домны работали больше для вида, а не для прибыли владельца. Зарплата рабочих была мизерной. И тогда вновь начался исход рабочих из Залазны. В 1909 году Жирнов приказал затушить домну на Верхне-Залазнинском заводе, а в 1914 г. был остановлен и Белорецкий завод.
Революция 1917 года ознаменовала новый этап в истории 3aлазны. Как уже отмечалось до революции 1917 года, жители стали покидатъ Залазну; уезжая кто в Сибирь, кто на Урал. Но и на территории Омутнинского района в 1920-e годы залазнинцы создали мощный «Союз горняков», который вёл добычу в районе Струговой, Гниловки и в других местах района.
В 1928 году инициативная группа из 8 человек организовала селъхоз артель с названием «Утро».
«Первым возглавил эту артель Александр Петрович Картников, а в марте 1930 года на общем собрании в клубе было объявлено о создании колхоза „Утро“. Председателем колхоза был избран Михаил Васильевич Пшеничников. Он родился в 1904 году в семье рабочего горняка».
(А. В. Вершининой)
В колхоз входила не вся Залазна, а улицы Широкая, Феоктистова, Нижняя, Большая заводская, Верхняя, Нижний завод, Кирпичная, Лазаретная, Большая 3арецкая, 2-й и 6-й проулки, Бабкинский починок, починки Гусевский и Кочкинский.
В 1956 году в рамках политики укрепления колхозов, колхоз «Утро» был слит с колхозом «Большевик» (Комерлята) и возник новый колхоз: «Дружба», который получил в 1957 году значительное преимущество, наследовав после реорганизации МТС, мастерские и часть техники. В 1980-е годы колхоз «Дружба», реорганизованный в 1968 году в совхоз, имел в своём распоряжении около 40 тракторов, 25 автомашин, 13 комбайнов и другую сельхозтехнику.
В 1950-е годы создаётся Залазнинский леспромхоз, на базе Залазнинского лесокомбината стройтреста № 10 Главюгстроя Министерства строительства предприятий машиностроения СССР. Объём готовой вывозки — 150 тысяч кубометров древесины.
С 1964 по 1966 года леспромхоз функционировал на правах филиала лесозаготовительного объединения «Омутнинсклес». Затем Залазнинское производственное лесозаготовительное объединение «Залазнинсклес» (1975—1989). С 1996 года — ОАО «Залазнинсклес».
При директоре В. И. Мартюшеве (1953—1958) — леспромхоз ведет интенсивное строительство жилья, строится Залазнинская узкоколейная железная дорога, происходит обновление техники. При В. С. Горбачеве (1966—1970) росли объёмы производства, совершенствовалась технология заготовки и переработки древесины. При И. А. Королюке в объединение вошли Белореченский и Афанасьевский леспромхозы. Объёмы годовой вывозки леса достигли тогда 1300 тысячи кубометров. ОАО «Залазнинсклес» к 2000 году считалось самым крупным лесозаготовительным предприятием района (1190 работников), градообразующим для 7 поселков. Основной вид деятельности — заготовка древесины, вывозка, производство круглых лесоматериалов и пиломатериалов. В числе 15 лучших промышленников предприятия всех отраслей по Кировской области (1999 год).
В 1974 г. паводок разрушил плотину Залазнинского пруда.
В 1980 г. строится новая плотина и восстанавливается пруд.
В 2001 г. ликвидируется Залазнинская узкоколейная железная дорога.
В 2002 г. закрывается основное предприятие посёлка — Залазнинский леспромхоз. В посёлке резко увеличивается количество безработных.
Создаются несколько частных предприятий, специализирующиеся в области заготовки и обработки леса.
26 октября 2007 г. в здании школы-интерната открывается краеведческий музей, экспозиции в котором размещены в двух отдельных комнатах.

## Население
| 2010 |
| ---- |
| 913  |

## Достопримечательности
- Храм Спаса Нерукотворного
- Краеведческий музей
- Памятник героям-землякам, павшим в годы Гражданской войны
- Памятник героям-землякам, павшим в годы Великой Отечественной войны
- Залазнинское водохранилище (пруд)
- Памятный крест всем погибшим не своей смертью

## Знаменитые уроженцы
- Кривцов Николай Назарович — (1910—1970) родился в Залазне, прославленный лесоруб, известный стахановец 1930-х гг. Кавалер ордена Ленина, лауреат Сталинской премии 1949 года — за освоение новых методов работы в лесу. С 1946 г. работал в Омутнинском леспромхозе треста «Кирлес». Человек-легенда. Его фотографии не сходили с полос послевоенных кировских газет. О нём был снят документальный фильм «Лес идет», обошедший всю страну. Член Омутнинского райкома ВКП(б), депутат Кировского областного Совета. Знаком со Сталиным, был лично приглашен на 70-летний юбилей вождя в Москву. В 1951 году о Кривцове вышла книга «Как работает электропильщик Н. Н. Кривцов, лауреат Сталинской премии». В 1950-е гг. для ознакомления с опытом работы Кривцова в Омутнинск приезжали специалисты центрального научно-исследовательского института механизации и энергетики лесозаготовок. Ежегодно этот человек, имевший начальное образование, читал лекции о древесине в Лесотехнической академии. В честь лесоруба в 1975 году названа улица г. Омутнинска. Похоронен на омутнинском кладбище
- Алфимов, Андрей Петрович — бессменный управляющий делами главной конторы Омутнинского горного округа в 1891—1935 годах. До революции имел огромное влияние на все заводские дела. Пользовался большим уважением у заводовладельцев Пастуховых. Был их доверенным лицом. При его активном участии происходила реконструкция Омутнинского металлургического завода в 1910-е годы. Попечитель Пермятского земского начального народного училища. Личный Почетный гражданин. Награждён медалью «За усердие». В 1924 г. присвоено почетное звание «Герой Труда».
- Епифанов Виктор Дмитриевич (род. 1931) — кавалер орденов Ленина, Трудового Красного знамени, Октябрьской революции. Бригадир укрупненной бригады лесозаготовителей в объединении «Залазнинсклес» в 1970-е годы, лучшей среди лесозаготовителей Кировской области. Под его руководством внедрялись новые трелевочные машины и агрегатная техника на заготовке леса.
- Медведев, Александр Егорович (1911—1986) — участник Великой Отечественной войны, Герой Советского Союза.
- Пшеничников Михаил Васильевич (1904—1950) — первый председатель колхоза «Утро», участник ВОВ, майор МГБ, умер в Потсдаме (будучи военным комендантом города). Награждён орденами и медалями.
- Филатов, Владимир Павлович (1910—1973) — директор Серовского металлургического завода имени А. К. Серова (1950—1963), Герой Социалистического Труда (1958), лауреат Сталинской премии 1-й степени (1943).